# Ireneusz Golda
Ireneusz Golda (ur. 23 stycznia 1955 w Sokolnikach Gwiazdowskich) – polski lekkoatleta, który specjalizował się w rzucie młotem.

## Kariera
W 1980 roku z wynikiem 73,74 m zajął ósme miejsce w igrzyskach olimpijskich. Czwarty zawodnik mistrzostw Europy w Atenach (1982). Trzy razy sięgał po złoty medal mistrzostw Polski. Jedenastokrotny rekordzista Polski (do wyniku 77,96 m). 22 razy bronił barw narodowych w meczach międzypaństwowych. Zawodnik klubów MKS Malta Poznań i Orkan Poznań. W roku 1982 został sklasyfikowany na 7. miejscu w rankingu Track & Field News.

## Rekordy życiowe
- rzut młotem – 77,96 m (14 sierpnia 1982, Poznań[1]) – 9. wynik w historii polskiej lekkoatletyki

## Osiągnięcia
| Rok  | Impreza                 | Miejsce     | Lokata     | Wynik |
| ---- | ----------------------- | ----------- | ---------- | ----- |
| 1977 | Półfinał pucharu Europy | Warszawa    | 3. miejsce | 68,24 |
| 1977 | Finał pucharu Europy    | Helsinki    | 8. miejsce | 65,74 |
| 1978 | Puchar Narodów          | Tokio       | 5. miejsce | 68,88 |
| 1979 | Półfinał pucharu Europy | Lüdenscheid | 3. miejsce | 72,12 |
| 1979 | Finał pucharu Europy    | Turyn       | 5. miejsce | 72,14 |
| 1980 | Igrzyska olimpijskie    | Moskwa      | 8. miejsce | 73,74 |
| 1982 | Mistrzostwa Europy      | Ateny       | 4. miejsce | 76,58 |